# Félix César da Cunha Vasconcellos
Félix César da Cunha Vasconcellos OFM (* 25. Mai 1904 in Dores de Camanque, Rio Grande do Sul, Brasilien; † 12. Juli 1972 in Ribeirão Preto, Bundesstaat São Paulo) war ein brasilianischer Ordensgeistlicher und römisch-katholischer Erzbischof von Ribeirão Preto.

## Leben
Félix César da Cunha Vasconcellos trat der Ordensgemeinschaft der Franziskaner bei und empfing am 1. November 1933 das Sakrament der Priesterweihe.
Am 30. März 1949 ernannte ihn Papst Pius XII. zum Bischof von Penedo. Der Erzbischof von Florianópolis, Joaquim Domingues de Oliveira, spendete ihm am 29. Juni desselben Jahres die Bischofsweihe; Mitkonsekratoren waren der Bischof von Lages, Daniel Henrique Hostin OFM, und der Bischof von Botucatu, Henrique Golland Trindade OFM.
Am 3. April 1957 bestellte ihn Pius XII. zum Titularerzbischof von Verissa und zum Koadjutorerzbischof von Florianópolis. Papst Paul VI. ernannte ihn am 25. März 1965 zum Erzbischof von Ribeirão Preto.
Félix César da Cunha Vasconcellos nahm an der zweiten und vierten Sitzungsperiode des Zweiten Vatikanischen Konzils teil.